# Преступление без страсти
«Преступление без страсти» (англ. Crime Without Passion) — американский криминальный фильм режиссёров Бена Хекта и Чарльза Макартура, который вышел на экраны в 1934 году.
Фильм рассказывает о ловком и беспринципном криминальном адвокате Ли Джентри (Клод Рейнс), который в попытке избавиться от своей любовницы случайно стреляет в неё. Ошибочно решив, что она мертва, адвокат лихорадочно фабрикует улики, чтобы обеспечить себе алиби, однако в итоге выясняется, что женщина жива, что приводит Ли к тяжёлому психическому кризису.
Это первая из четырёх картин Paramount Pictures, авторами сценария, продюсерами и режиссёрами которых были Хект и Макартур. Фактическим постановщиком значительной части фильма был оператор Ли Гармс.
В 1934 году Национальный совет кинокритиков США включил картину в список 10 лучших фильмов года.

## Сюжет
Фильм открывается текстом: «За пределами человеческой мечты скрываются фурии — три сестры Зла, которые залегли в ожидании тех, что живёт опасно и без Бога», после чего на экране из крови убитой женщины появляются три фурии, которые проносятся над Нью-Йорком, зависая над сценами насилия и порока… Адвоката Ли Джентри (Клод Рейнс) называют «спасителем проклятых», так как он, не стесняясь в средствах, добивается оправдания для виновных преступников. Он не испытывает никаких мук совести в отношении своей работы, так как считает, что «единственное преступление, которое заслуживает смертной казни, это глупость». Джентри намерен как можно скорее закончить свои отношения с исполнительницей испанских танцев из ночного клуба Кармен Браун (Марго), и для этого решает представить дело так, как будто Кармен тайно возобновила роман со своим бывшим любовником Эдди Уайтом (Стэнли Риджес). Джентри подстраивает в клубе стычку с Уайтом, который после провокации даёт адвокату пощёчину. Затем он обвиняет Кармен в романе с бывшим любовником, указывая в её гримёрке на свидетельства того, что они снова стали встречаться. Одновременно Джентри начинает роман с гламурной светской дамой Кэти Костелло (Уитни Борн), объясняясь ей в любви и приглашая в круиз. Тем временем, подавленная разрывом, Кармен присылает Джентри телеграмму, угрожая самоубийством, если он окончательно бросит её. Джентри немедленно приезжает к Кармен, и первым делом достаёт из её стола револьвер, перекладывая его на всякий случай в свой карман. Кармен обвиняет Джентри в том, что он умышленно подстроил всю ситуацию с Уайтом, так как решил уйти к Кэти. Джентри уходит, не придавая значения её словам, однако в дверях Кармен бросается на него и в этот момент раздаётся выстрел. Через несколько секунд Кармен теряет сознание, и Джентри думает, что убил девушку. В этот момент появляется его «алтер-эго» в виде призрака, который заявляет, что надо немедленно скрыть все улики и обеспечить себе алиби. В этот момент звонит телефон, и Джентри отвечает не своим голосом, чтобы свидетель мог подтвердить, что в комнате находился не он. Затем он обеспечивает себе алиби, посещая кинотеатр, а также оставляя заявку на розыск якобы утерянных там очков. Он также встречается с подругой и коллегой Кармен по имени Бастер Маллой (Пола Труман), которой выражает сожаление, что не мог встретиться с Кармен уже в течение нескольких дней. После этого Джентри приходит к Кэти и признаётся ей в том, что произошло, однако его рассказ приводит Кэти в шок. Чтобы подкрепить свою легенду, Джентри направляется в ночной клуб Кармен, где встречает её подругу Деллу (Грета Гранстедт). Она вспоминает, что в тот день видела его в кинотеатре, но не в момент убийства Кармен, а позднее, и это может разрушить его алиби. Джентри начинает нервничать и вести себя неадекватно, и когда появляется Эдди Уайт, который, как оказывается, встречается с Деллой, она говорит ему, что Джентри сначала оскорблял её называя лгуньей, а затем домогался. Эдди несколько раз бьёт адвоката, и во время падения, Джентри стреляет в Эдди. После этого сквозь дымку Джентри видит, как Кармен выходит на сцену и начинает своё выступление. Когда полиция выводит его из зала, Джентри наконец осознаёт, что Кармен на самом деле жива. Как выясняется, после выстрела она от нервного перевозбуждения потеряла сознание, и пришла в себя лишь через несколько часов. Джентри доставляют в полицейский участок, где лейтенант и окружной прокурор (Лесли Адамс) в свете предыдущих действий адвоката в отношении Уайта собираются выдвинуть против него обвинение в предумышленном убийстве. Джентри добирается до оставленного на столе оружия, собираясь застрелиться, однако прокурор отбирает у него револьвер со словами, что теперь за него это выполнит государство.

## В ролях
| - Клод Рейнс — Ли Джентри - Марго — Кармен Браун (впервые на экране) - Уитни Борн — Кэти Костелло - Стэнли Риджес — Эдди Уайт - Лесли Адамс — окружной прокурор О’Брайен | В титрах не указаны - Пола Труман — Бастер Маллой - Эстер Дейл — мисс Кили - Грета Гранстедт — Делла - Фанни Брайс — статистка - Хелен Хейс — статистка |

## Производство фильма
Это был первый фильм Бена Хекта и Чарльза Макартура для студии Paramount. До этого они совместно написали пьесу, которая была положена в основу хитовой кинокомедии «Первая полоса» (1931).
Как отметил киновед Майкл Костелло, это был первый из четырёх фильмов, в которых «легендарная команда авторов в составе Бена Хекта и Чарльза Макартура выступила в качестве сорежиссёров». История частично основана на биографии знаменитого нью-йоркского адвоката Уильяма Фэллона.
Фильм стал кинодебютом для Марго, Эстер Дейл и Уитни Борн, и первым фильмом, в котором Клода Рейнса можно видеть на протяжении всего фильма. В своём предыдущем фильме «Человек-невидимка» Рейнс впервые исполнил главную роль, однако почти всю картину он скрывал своё лицо под бинтами.
Во время посещения съёмочной площадки популярные бродвейские актрисы Хелен Хейс, которая была женой Макартура, и Фанни Брайс снялись в массовке в одной из сцен.
Специально для фильма специалист по спецэффектам Славко Воркапич и его творческая группа произвели съёмку разнообразных видов Нью-Йорка, начиная от Эмпайр-стэйт-билдинга и заканчивая фасадом банка J. P. Morgan в финансовом квартале.

## Проблемы с цензурой
По информации Американского института киноискусства, в мае 1934 года студия Paramount передала сценарий фильма на согласование в нью-йоркский офис Американской ассоциации кинокомпаний. В ответном письме представителя Ассоциации на Восточном побережье Винсента Г. Харта указывалось на две основных несоответствия фильма Кодексу Хейса. Первым проблемным моментом было изображение в лице Джентри преступного адвоката, который постоянно одерживает верх над системой правосудия, а другим было то, что Кармен находилась на содержании у Джентри, подтверждением чего служил ключ от её квартиры, который был у него. Офис также беспокоило и то, что Джентри бросает Кармен ради другого неузаконенного романа. Ещё одной проблемой стал факт, что когда Джентри думает, что убил Кармен, он стирает все свои отпечатки, против чего, по словам Харта, выступили полицейские органы. В июне 1934 года Харт посетил съёмочный павильон во время работы над сценой в суде, где его заверили, что «убийство Кармен», которое описывалось Хартом как «ужасная драка», было заменено на случайный выстрел, и что было сделано всё возможное, чтобы представить устранение адвокатом улик как можно более деликатно. Тем не менее, после просмотра фильма в июле 1934 года Харт посчитал, что тот нарушает Производственный кодекс. В письме от августа 1934 года студии Paramount, Харт отметил следующие нарушения: «Пролог акцентирует внимание на незаконных сексуальных отношениях, в чём нет необходимости с точки зрения сюжетного развития, и потому это является нарушением Производственного кодекса». В частности, имелись в виду эпизоды, когда «бизнесмен сажает стенографистку на колени и когда мужчина оказывается в женских объятиях на кровати, а также когда женщина лежит на диване». Далее Харт отметил, что «воздушные одеяния фурий непристойно демонстрирует их тела, что запрещено Кодексом». Кроме того, по мнению Харта, также недопустимы сцены, в которых Джентри достаёт ключ от квартиры Кармен из своего пальто, а также забирает оружие у полицейского в участке, чтобы застрелиться. По информации Daily Variety, в начале августа Чарльз Макартур специально летал с копией фильма в Лос-Анджелес для того, чтобы показать его лично тогдашнему главе Ассоциации Джозефу И. Брину. В итоге, в телеграмме Харту Брин отметил, что хотя он и поддерживает решения Харта, однако считает, что с учётом изменений, с которыми согласны Хект и Марартур, фильм может стать приемлемым с точки зрения Производственного кодекса. Изменения включали удаление некоторых моментов из пролога и изменение окончания, в котором первоначально Джентри кончал жизнь самоубийством в полицейском участке, на окончание, в котором «закон торжествует над преступлением и преступником». С этими окончательными изменениями фильм получил прокатное удостоверение.

## Оценка фильма критикой
После выхода картины на экраны обозреватель Мордант Холл дал ей высокую оценку, написав в «Нью-Йорк Таймс», что «в качестве своего первого проекта в качестве продюсеров и режиссёров, ловкие и сообразительные авторы Бен Хект и Чарльз Макартур добились очевидного кинематографического достижения, в котором умные реплики сочетаются с увлекательным действием. Это драма, которая благословлена очевидной оригинальностью и снята с непревзойдённым артистизмом». Холл также отмечает, что большой вклад в успех картины внёс Клод Рейнс, которого многие помнят по главной роли в его первом крупном фильме «Человек-невидимка», однако там его «можно было видеть где-то секунд тридцать. Здесь же совсем другое дело, так как он не только появляется буквально во всех сценах, но в некоторых из них — даже в двойном воплощении». По мнению Холла, «Рейнс мастерски справляется с ролью — в полной мере используя умно написанный текст, он создаёт исключительно ясный образ. Среди актрис отлично играют Марго и Уитни Борн, а среди остальных актёров особенно хорош Лесли Адамс». Как далее замечает обозреватель, «Хект и Макартур понимали, что для успеха картины им нужен мастерский оператор и потому пригласили Ли Гармса, работа которого имеет здесь очень большое значение». По мнению Холла, «выразительная операторская работа Гармса усиливает драматический аспект картины, внося в неё также тонкий юмор и иронию». Благодаря своему мастерству в выборе интересных ракурсов Гармсу удаётся «живо и изящно показать сцену в суде в первой части картины». Кроме того, «изобретательная камера Гармса усиливает воздействие картины и во многих других сценах, в частности, когда Джентри общается со своим призраком, диктующим ему, что надо делать».
Современный историк кино Деннис Шварц назвал картину «захватывающей судебной драмой», отметив, что «первая режиссёрская попытка сценариста Бена Хекта оказалась удачной». Вместе со своим многолетним партнёром Чарльзом Макартуром ему удалось создать «умный и напряжённый триллер». Шварц особенно выделяет «первую сцену в суде с блестящим монтажом и использованием новаторских киноприёмов, что делает картину незабываемой». Критик также отметил «большой вклад в успех картины оператора Ли Гармса, который талантливо использовал ракурсы для усиления драматического воздействия, и, как говорят, приложил руку к постановке фильма».
По мнению киноведа Майкла Костелло, «фильм отражает восхищение Хекта идеями Ницше, которые обрели здесь своеобразную карикатурную и мелодраматическую форму». Критик полагает, что «хотя высокопарные реплики претенциозны, а игра Рейнса часто чересчур театральна», в целом «это грамотно выполненная мелодрама, наполненная изящными визуальными приёмами, которые в то время рассматривались как авангардные. Среди них комбинированные съёмки с участием трёх классических фурий, которые пролетают над Нью-Йорком в поисках своей очередной жертвы. Представленные Голливудом как красивые женщины в прозрачных нарядах, они по всей видимости, должны были сводить мужчин с ума». Как далее отмечает Костелло, «Ли Гармс, который в титрах указан как ассистент режиссёра, фактически был одним из постановщиков фильма, и, кроме того, получил свободу при формировании его картинки, в результате чего его экспрессионистский операторский стиль стал одной из самых сильных сторон фильма».